# Ведров, Николай Симонович
Николай Симонович Ведров (19 января 1891 ― 29 ноября 1949) ― советский учёный, дерматовенеролог, доктор медицинских наук, профессор, заведующий кафедрой кожных и венерических болезней Второго московского медицинского института (1943—1949 гг.), член-корреспондент Академии медицинских наук СССР.

## Биография
Николай Симонович Ведров родился 19 января 1891 года в купеческой семье. Он был старшим братом Всеволода Ведрова, впоследствии известного учёного в области авиации. 
В 1914 году завершил обучение на медицинском факультете Московского государственного университета. В 1925 году стал трудиться в Институте профессиональных болезней имени В.А. Обуха. Сначала работал ординатором (1925-1931 гг.), а затем был назначен на должность заведующего кожным отделением (1931-1939 гг.). 
С 1938 по 1941 годы трудился доцентом кафедры кожных и венерических болезней во Втором московском медицинском институте. В 1942 году успешно защитил диссертацию на соискание степени доктора медицинских наук, на тему: "Лечение сифилиса висмутом в свете данных по его абсорбции и выделению". С 1943 по 1949 годы был назначен и выполнял обязанности заведующего кафедрой кожных и венерических болезней Московского медицинского института Министерства здравоохранения РСФСР. 
Талантливый и профессиональный педагог и клиницист. Является автором почти 50 научных работ по различным разделам дерматовенерологии. Он глубоко изучал реактивность кожи с помощью метода капельных проб, которое в дальнейшем нашло широкое применение при диагностике профессиональных заболеваний кожи. Им были описаны некоторые профессиональные дерматозы. Многие его труды были посвящены вопросам терапии сифилиса и борьбе с венерическими заболеваниями.
Скончался 29 ноября 1949 года. Похоронен в Москве на Новодевичьем кладбище  участок 4  ряд 51 место 18.